# Ray Dylan
Ray Dylan, pseudoniem van Jacobus Frederik Jersich (Odendaalsrus, 15 augustus 1978), is een Zuid-Afrikaanse zanger. Hij brak door met nummers als Hokaai Stoppie Lorrie, Breek die Ys, Asemloos, maar hij is vooral bekend van hits als Jessica en Angelface.
Zoals gebruikelijk in Zuid-Afrika heeft ook Dylan nummers opgenomen met andere zangers. Voorbeelden zijn Kyk diep in my oe (met Nicholas Louw, Elizma Theron en MoniQue) en Islands in the stream (met Elizma Theron, een cover van de hit van Kenny Rogers en Dolly Parton).

## Discografie
- "Verskietende sterre", 2012
- "Ek Wens Jy's Myne", 2010
- "As die wiel ophou draai", 2009
- "Goeie Ou Country",  2009
- "Breek Die Ys, 2008
- "Hier Binne (Klop 'n Boerehart)", 2007
- "Hokaai Stoppie Lorrie", 2006
- "New Kid In Town", 2002